# 异苞滨藜
异苞滨藜（学名：Atriplex micrantha）为苋科滨藜属的植物。分布在阿塞拜疆、哈萨克斯坦、伊朗、西伯利亚、格鲁吉亚、叙利亚以及中国大陆的新疆等地，生长于海拔200米至1,900米的地区，常生于盐碱湿地、湖边、草滩及戈壁，目前尚未由人工引种栽培。